# 麗莎·喬伊
麗莎·喬伊（英語：Lisa Joy，1977年5月23日—）是一名美國編劇、导演和电视制片人。她是HBO影集《西部世界》的共同創作者和执行制作人。其他作品包括《火线警告》（擔任联合製片人）以及《點到即止》。喬伊創作的《西部世界》在2017年7月獲得了艾美獎提名。

## 个人生活
麗莎·喬伊在紐澤西州長大。她的父亲是英國人，母亲是台湾人。
在進入娛樂圈前，喬伊是加州的一名職業律師。她毕业于哈佛法学院。喬伊後來嫁給劇作家乔纳森·诺兰（克里斯托弗·诺兰的弟弟）。两人是在克里斯托弗·诺兰的電影《凶心人》的首映會上認識。
喬伊和丈夫诺兰育有一子一女。

## 作品
| 年份       | 标题     | 職位 | 職位 | 職位   | 附註                            |
| 年份       | 标题     | 導演 | 編劇 | 制作人 | 附註                            |
| ---------- | -------- | ---- | ---- | ------ | ------------------------------- |
| 2008年     | 點到即止 | 是   |      |        |                                 |
| 2009年     | 火線警告 | 是   | 是   |        |                                 |
| 2016年至今 | 西部世界 | 是   | 是   | 是     | 擔任共同創作者和执行制片人      |
| 2021年     | 追忆迷局 | 是   | 是   | 是     | 首部電影作品 擔任共同执行制片人 |
| TBA        | 異塵餘生 |      | 是   | 是     |                                 |

## 外部連結
- Lisa Joy在互联网电影资料库（IMDb）上的資料（英文）
- Lisa Joy的Instagram帳戶
- Lisa Joy的X（前Twitter）